# اریکسون تی۲۸
اریکسون تی۲۸ (به انگلیسی: Ericsson T28)، یک‌نمونه از گوشی‌های تلفن همراه تاشو سری تی (T) شرکت اریکسون می‌باشد که توسط همین شرکت به بازار عرضه شده‌است. این گوشی در زمان ارائه به بازار سبک‌ترین و باریک‌ترین گوشی موجود بود و تنها ۸۳ گرم وزن داشت. همچنین تی۲۸ اولین گوشی بود که از باتری لیتیم پلیمر استفاده می‌کرد.